# Rhachoepalpus flavitarsis
Rhachoepalpus flavitarsis är en tvåvingeart som först beskrevs av Macquart 1843.  Rhachoepalpus flavitarsis ingår i släktet Rhachoepalpus och familjen parasitflugor. Inga underarter finns listade i Catalogue of Life.